# مزين سنار
مزين دومباي أوغلو سنار (بالتركية: Müzeyyen Senar)‏  (16 يوليو 1918 - 8 فبراير 2015) فنانة ومُغنية تركية. وتشتهر بالموسيقى التركية الكلاسيكية. تُلقب بلقب «مغنية الجمهورية».
ولدت مزين دومباي أوغلو في محافظة كيليس ببورصة في عام 1918. وبدأت مزين دومباي حياتها الموسيقية تحت إشراف السيد كمال نيازي سيهون أستاذ العود والكمان والسيدة خيرية في جمعية الموسيقى بالأناضول. وقد أعطى العديد من المعلمين الهامين بتلك العصر دروساً لها مثل حافظ سعد الدين كايناك، وصلاح الدين بينار ولمي التي ومصطفى نافذ إرماك. وذلك كلما انتشرت سمعة قوية لهذه الفتاة التي تمتلك صوتاً قوياً جميلاً. وساعدوا مزين سينار في تعلم وقول ألحانهم الخاصة وذلك بالإضافة إلى أغانيهم المفضلة بتلك الوقت.

## المسيرة الفنية
بدأت سينار الغناء في راديو إسطنبول مع كمال نيازي بك وأعُلن عن أسمها للجمهور الكبير من خلال هذا البرنامج الذي يحظى بمشاهدة واهتمام كبير يوم الخميس. وكان يوجد من بين مستمعي هذا البرنامج إبراهيم درويشزادا صاحب كازينو بيلفو السنوي الذي يعد إحدى القاعات الهامة بإسطنبول. وقد أخذ مزين سنار لبرنامج النجوم في موسم الصيف بعام 1933 بالكازينو. ومثلت سنار في الكازينوهات المشهورة الأخرى بإسطنبول في الأعوام اللاحقة.
و جذبت موهبة مزين سنار انتباه مصطفى كمال أتاتورك المُعجب الكبير بالموسيقى التركية ومؤسس الجهورية التركية. وقد غنت الفنانة الأغنية في مجالس خاصة في حضوره للعديد من المرات.
وفي عام 1938 شاركت مزين سنار في أول بث لراديو أنقرة. وواصلت اللقاء مع مستمعيها من خلال الراديو حتى سنة 1941. وأحضرت مزين سنار طعماً جديداً للموسيقى التركية من خلال أعمال البلاك وبرامجها الناجحة والأفلام التي مثلتها في الكازينوهات المشهورة في تركيا. وأقامت مزين حفلاتها التمثيلية الموسيقية في كازينو الطفل بإسطنبول في عام 1983. وبعد هذا التاريخ غنت مزين في اجتماعات خاصة موسيفية في لحظات نادرة.
وانتُخبت مزين سنار كفنانة الدولة في عام 1988. واحتَفلت بعامها الفني الثالث والسبعون في ليلة شارك بها أصدقائها الفنانين ونظمها سيزين آكسو في عام 2004.
وأعلن عن أن الفنانة قد أصيبت بسكته دماغية في الطرف الشمال من الجسد وأصيبت أيضاً بتجلط الدم وذلك في مزلها بإزمير عام 26 سبتمبر 2006. وأُعلن عن أن الفنانة في حالة خطيرة للغاية وذلك بسبب تجلط الدم في المخ. وفي سنة 2007 تلقت مزين سنار العلاج حتى شهر إبريل في مركز إعادة التأهيل في إسطنبول. وبعد هذا العلاج تمكنت سنار من الوقوف على قدمها اليسرى فقط.
وفي تلك اللحظات عاشت سوياً مع إبنتها فريا وأبنها عمر في بودروم. وفي 24 فبراير 2008 أعلنت إبنتها فريا عن أن والدتها فقدت صوتها. ولم تعلن سنار حتى الأى عن فقد صوتها. وفي 22 يوليو 2008 أعلن عن تحسن حالتها الصحية. وهي إحدى الفنانات المحبوبات لدى أتاتورك.
و في 30 أكتوبر 2009 فتح طالبها بولنت ارسوي معرضاً لمزين سنار مطربة الجمهورية حيث تحتل به الصور عن حياتها الفنية مكاناً به.

## الألبومات
| العام | اسم الألبوم                           | السلسلة             |
| ----- | ------------------------------------- | ------------------- |
| 1979  | مثل النبيذ                            |                     |
| 2008  | أعوام أوديون الثانية                  |                     |
| 2007  | الأغاني المفضلة لدى أتاتورك           |                     |
| 2008  | بعد الأسطورة الثانية                  | سلسلة أرشيف الأصوات |
| 2006  | ماذا فعلت                             | سلسلة أرشيف الأصوات |
| 2006  | لم أحبك من أجل نسيانك                 | سلسلة أرشيف الأصوات |
| 2006  | الذي أحيا حبي الأخير                  | سلسلة أرشيف الأصوات |
| 2004  | مساء الربيع                           | سلسلة أرشيف الأصوات |
| 2004  | سلسلة أرشيف الأصوات                   |                     |
| 1976  | أذا أتيت إلى صور جمعية الهلال         |                     |
| 1983  | اذا أتيت إلى صور جمعية الهلال الثانية |                     |
| 2006  | أعوام أودين سنار الموسيقي             |                     |
| 1986  | لا أعرف حتى صفاء                      |                     |

## وصلات خارجية
- مزين سنار على موقع IMDb (الإنجليزية)
- مزين سنار على موقع ألو سيني (الفرنسية)
- مزين سنار على موقع ميوزك برينز (الإنجليزية)
- مزين سنار على موقع أول موفي (الإنجليزية)
- مزين سنار على موقع أول ميوزيك (الإنجليزية)
- مزين سنار على موقع أول ميوزيك (الإنجليزية)
- مزين سنار على موقع ديسكوغز (الإنجليزية)
- مزين سنار على موقع كينوبويسك (الروسية)
- مزين سنار في ميوزك برينز - ديسكوغرافي